# Strandzha Glacier
Strandzha Glacier är en glaciär i Antarktis. Den ligger i Sydshetlandsöarna. Argentina, Chile och Storbritannien gör anspråk på området. Strandzha Glacier ligger 53 meter över havet.
Terrängen runt Strandzha Glacier är varierad. Havet är nära Strandzha Glacier österut. Trakten är glest befolkad. Närmaste befolkade plats är Captain Arturo Prat base, 19,2 kilometer nordost om Strandzha Glacier. 